# Jerzy Zawadzki (chemik)
Jerzy Romuald Zawadzki (ur. 21 sierpnia 1941 w Toruniu, zm. 15 kwietnia 2021) – polski chemik, profesor nauk chemicznych.

## Życiorys
W 1958 roku ukończył III Liceum Ogólnokształcące w Toruniu. Następnie podjął studia na Uniwersytecie Mikołaja Kopernika w Toruniu, które ukończył w 1963 roku. Osiem lat później obronił pracę doktorską pt. Wpływ aktywatorów siarkowych i tlenowych na proces aktywacji i zdolności sorpcyjne węgli. Habilitował się w roku 1981, za rozprawę zatytułowaną Spektroskopia w podczerwieni zjawisk powierzchniowych na węglach. W 2004 roku uzyskał tytuł profesora.
Odbywał staż naukowy na Uniwersytecie Moskiewskim w latach 1972–1973; Laboratoire de Chimie et Applications-Saint-Avold oraz na Uniwersytecie w Metz (1998–2000). W latach 1987–1989 pełnił funkcję zastępcy dyrektora Instytutu Chemii. Jego specjalnością są adsorpcja i kataliza, spektroskopia IR i fizykochemia materiałów węglowych. W 2011 roku odszedł na emeryturę.

## Odznaczenia
- Nagroda Ministerstwa Nauki, Szkolnictwa Wyższego i Techniki (1982, 1990)